# Comuna Cervona Ukraiinka, Berezanka
Cervona Ukraiinka (în ucraineană Червона Українка) este o comună în raionul Berezanka, regiunea Mîkolaiiv, Ucraina, formată din satele Bessarabka și Cervona Ukraiinka (reședința).

## Demografie
Componența lingvistică a comunei Cervona Ukraiinka
     Ucraineană (81,87%)
     Rusă (12,9%)
     Alte limbi (1,79%)
Conform recensământului din 2001, majoritatea populației comunei Cervona Ukraiinka era vorbitoare de ucraineană (81,87%), existând în minoritate și vorbitori de rusă (12,9%), găgăuză (1,89%) și armeană (1,56%).